# Пітер Краузе
Пітер Вільям Краузе (англ. Peter William Krause; нар. 12 серпня 1965, Александрія, Міннесота) — американський актор. Відомий за ролями в серіалах «Загублена кімната», «Клієнт завжди мертвий» і «Брудні мокрі гроші».

## Біографія
Пітер Краузе народився 12 серпня 1965 року, в Олександрії (штат Міннесота) в сім'ї двох учителів. У Пітера є брат Майкл і сестра Емі. В юності займався спортивною гімнастикою, але через травму був змушений припинити кар'єру. Вступив до коледжу Густава Адольфа в місті Сент-Пітер на факультет англійської літератури. Після закінчення коледжу переїхав до Нью-Йорка, де закінчив престижний Нью-Йоркський університет магістром образотворчого мистецтва акторської програми — Master of Fine Arts Acting Program. Під час навчання в Нью-Йорку працював барменом з майбутнім актором і сценаристом Аароном Соркіним. Після закінчення університету, Пітер переїхав до Лос-Анджелеса і почав працювати на телебаченні.

## Визнання та нагороди
2002 рік, 2003: «Золотий глобус» — Найкраща чоловіча роль на ТБ (драма) за «Клієнт завжди мертвий».
У 2006 році Пітер був номінований на премію «Еммі» як найкращий актор в драматичному серіалі «Клієнт завжди мертвий».

## Особисте життя
Має брата і сестру: Майкла і Емі Краузе (Michael Krause & Amy Krause). У 1999 році одружився вдруге на Христині Кінг, в 2001 у них народився син Роман. У 2010—2021 роках перебував у стосунках із Лорен Грем, своєю колегою по зйомках у телесеріалі «Батьківство».

## Фільмографія
- 1987 — Кривавий урожай — друг
- 1992 — Район Беверлі-Гіллз — Джей Тарман
- 1998 — Шоу Трумена — Лоренс
- 1998—2000 — Ніч спорту — Кейси
- 2001—2005 — Клієнт завжди мертвий — Нейт Фішер
- 2004 — Ми тут більше не живемо — Генк
- 2006 — Громадянська обов'язок — Террі Аллен
- 2006 — Загублена кімната — Джо Міллер
- 2007—2009 — Брудні мокрі гроші — Нік Джордж
- 2010—2014 — Батьківство — Адам Брейверман
- 2011 — Страшно красивий
- 2014  — Parenthood: Friday Night at the Luncheonette (мультфільм) — Адам Брейверман (озвучка)
- 2015  — Нічні сови (Night Owls) — Вілл Кемпбелл
- 2016  — Дівчата Гілмор: Рік життя (Gilmore Girls: A Year in the Life) — Рейнджер парку
- 2016 — 2017 — Вилов (The Catch) — Бенджамін Джонс
- 2018—нині — 9-1-1 — Роберт «Боббі» Неш